# Piedade (filme)
Piedade é um filme de drama brasileiro de 2021 dirigido por Cláudio Assis a partir de um roteiro de Hilton Lacerda, Anna Francisco e Dilner Gomes. Estrelado por Fernanda Montenegro, Matheus Nachtergaele, Irandhir Santos e Cauã Reymond, o filme é um relato de uma pequena cidade fictícia de Pernambuco que tem suas vidas alteradas com a chega de uma grande empresa petroleira que, para conseguir suas terras, traz à tona segredos do passado de uma família.
Piedade teve sua première mundial em 23 de setembro de 2019 durante o Festival de Brasília e foi lançado nos cinemas do Brasil em 5 de agosto de 2021 pela ArtHouse. O filme rapidamente ganhou repercussão por sua discussão polêmica, sobretudo a respeito do debate ambiental e de sexualidade. Foi definido pela crítica como a melhor obra de Cláudio Assis e o elenco foi elogiado. Comercialmente, foi pouco distribuído e foi assistido por cerca de 3 mil pessoas, gerando uma receita de R$ 57.244,38.
Na 21ª edição de entrega do prêmio Grande Otelo, promovido pela Academia Brasileira de Cinema, o filme recebeu três indicações, incluindo de Melhor Ator para Irandhir Santos, Melhor Roteiro Original e Melhor Montagem. Santos também foi nomeado como Melhor Ator no Prêmio Guarani, premiação da crítica cinematográfica, que também considerou Fernanda Montenegro e Cauã Reymond nas indicações de Melhor Atriz e Ator Coadjuvante, respectivamente.

## Premissa
O cotidiano pacato da pequena cidade de Piedade é drasticamente transformado quando a multinacional PetroGreen, uma grande empresa do setor petrolífero, demonstra interesse em explorar os recursos naturais da região. Para levar adiante seus planos, a empresa envia Aurélio (Matheus Nachtergaele), um representante ambicioso e persuasivo, com a missão de convencer os moradores locais a venderem suas terras. Logo ao chegar, Aurélio percebe que a maior resistência à proposta vem da poderosa matriarca Dona Carminha (Fernanda Montenegro) e de seu filho mais velho, Omar (Irandhir Santos), um homem reservado que administra o icônico bar Paraíso do Mar, ponto de encontro central na cidade. 
Determinado a superar os desafios, Aurélio intensifica suas investidas, mas, ao se aprofundar nos dramas e histórias dos moradores, acaba descobrindo segredos ocultos na dinâmica familiar de Dona Carminha e suas relações. O desenrolar de sua missão o leva a um inesperado encontro com Sandro (Cauã Reymond), um empresário enigmático que administra um cinema adulto do outro lado da cidade. Entre desavenças, revelações e conexões surpreendentes, os destinos desses personagens se entrelaçam, expondo as complexas camadas de lealdade, ganância e resistência que permeiam a vida em Piedade.

## Elenco
- Matheus Nachtergaele como Aurélio
- Fernanda Montenegro como Maria do Carmo Bezerra (Carminha)
- Irandhir Santos como Omar Sharif Bezerra
- Cauã Reymond como Sandro Bezerra / Ramsés Bezerra
- Mariana Ruggiero como Fátima Bezerra
- Francisco de Assis Moraes como Ramsés Bezerra
- Gabriel Leone como Marlon Brando Bezerra
- Denise Weinberg como Mãe de Aurélio
- Arthur Canavarro como Olavo
- Nanego Lira como Leandro

## Produção

### Antecedentes
O diretor pernambucano Cláudio Assis estreou no cinema com Amarelo Manga (2002), um filme que rapidamente se tornou cult, destacando temas como a exploração econômica disfarçada de modernidade e a força dos instintos humanos, especialmente a pulsão sexual. Apesar de seu impacto, o longa enfrentou críticas por cenas chocantes que, por vezes, ofuscavam momentos mais elaborados da trama. Nos trabalhos seguintes, como Baixio das Bestas (2006), Assis aprofundou essas características, mas em filmes como Febre do Rato (2011) e Big Jato (2016), demonstrou uma maturidade crescente, abandonando parte da rebeldia excessiva. Piedade (2019), seu quinto longa, consolida essa evolução, sendo considerado o melhor de sua carreira. Assis também se destaca por extrair atuações marcantes de seu elenco, com Matheus Nachtergaele, presente em todos os seus filmes, sendo exemplo emblemático desse talento.

### Desenvolvimento e filmagens

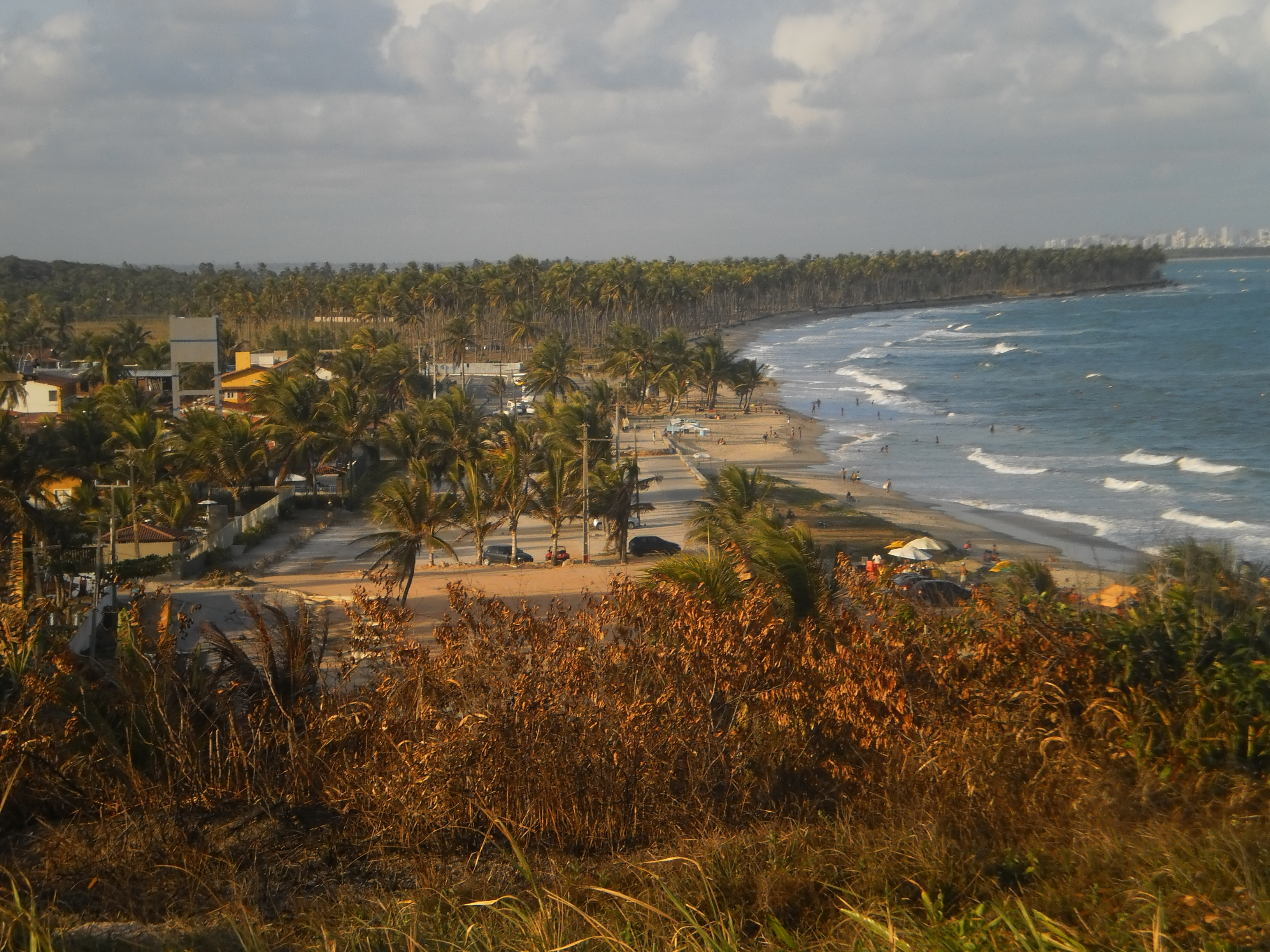
As filmagens foram realizada em Cabo de Santo Agostinho (PE).

Em setembro de 2016, foi anunciado que Cláudio Assis iria produzir um filme com temática ecológica. O cineasta almejava ter Cauã Reymond como protagonista, já contratado por sua produção. Seus habituais parceiros Matheus Nachtergaele e Irandhir Santos também foram anunciados. O título faz referência a uma cidade fictícia descrita pelo premiado diretor como um lugar "onde todo mundo ferra um ao outro". Esse cenário é abalado pela chegada de uma empresa petrolífera, cujo objetivo é expulsar os moradores locais para explorar os recursos naturais da região.
O filme traz elementos inspirados na história familiar do diretor e explora, como em suas obras anteriores, as complexas relações humanas. Ambientado em uma cidade marcada pela exploração mútua entre seus moradores, o longa destaca que, mesmo em meio a esse contexto, o amor pode surgir. Mais do que apenas um local, Piedade representa um espaço de sonhos e expressão, um reflexo do compromisso do cinema de Assis em dar voz a quem não nasceu em ambientes privilegiados. O diretor também ressalta o papel de seu trabalho em desafiar a exclusividade da expressão artística pela elite, especialmente em um cenário global dominado por discursos conservadores, exemplificados por figuras como Donald Trump e pela onda de desinformação que sustenta governos de direita. 
Em janeiro de 2017, foi anunciado que as gravações seriam realizadas na cidade de Cabo de Santo Agostinho, município localizado a cerca de 30km da capital Recife. A decisão foi definida em uma reunião entre os produtores Camila Valença e Mauro Lima e os secretários Sueli Nunes (Educação) e Moshe Caminha (Desenvolvimento Econômico). Durante o encontro, eles solicitaram apoio para o período de gravação do longa-metragem de Cláudio Assis e obtiveram uma resposta positiva.

## Lançamento
O filme foi exibido oficialmente pela primeira vez durante o 52º Festival de Brasília do Cinema Brasileiro em 23 de novembro de 2019, onde recebeu o Prêmio Especial do Júri. Em 19 de junho de 2020, para homenagear o Dia do Cinema Brasileiro, o filme participou da mostra de produções em pré-estreia promovida pelo Espaço Itaú de Cinema, ficando disponível de forma gratuita até o dia 29 de junho de 2020. Comercialmente, o filme foi lançado nos cinemas do Brasil em 5 de agosto de 2021 pela ArtHouse.

## Recepção

### Bilheteria
De acordo com dados da Agência Nacional do Cinema (Ancine), Piedade foi distribuído em 19 salas de cinema em seu lançamento, em 2021, e registrou um público de 3.311. Ao todo, o filme teve uma bilheteria estimada em R$ 57.244,38.

### Resposta da crítica
Piedade foi recebido com avaliações positivas dos críticos especializados. Naief Haddad, em sua crítica para a Folha de S.Paulo, descreveu o filme como "a melhor obra de Cláudio Assis" e que ele "retrata sexo com maturidade". Haddad destacou que a maturidade de Cláudio Assis também se revela na forma como ele retrata o sexo em Piedade, mérito compartilhado com o diretor de fotografia Marcelo Durst. Um exemplo marcante é o encontro entre os personagens de Matheus Nachtergaele e Cauã Reymond, onde os corpos transmitem uma combinação de êxtase, alívio e carência.
Pâmela Eurídice, do site CineSet, destacou que a montagem de Karen Harley aproveita os melhores momentos de Piedade, especialmente graças ao talento do elenco liderado pela brilhante Fernanda Montenegro. No entanto, ela apontou que as cenas de ativismo parecem desconectadas, dando a impressão de terem sido inseridas de forma artificial, o que dificulta a criação de empatia com o público e enfraquece o impacto do argumento político do filme. Ainda assim, a crítica reconheceu Piedade como uma obra madura e profundamente afetiva. De maneira direta, o longa aborda questões relevantes para o momento político atual e traz reflexões sobre as relações interpessoais. As carências e intensidades dos personagens estabelecem um forte diálogo com o público, o que se destaca como um dos maiores méritos do filme, junto à escolha de seu elenco excepcional.
Yale Gontijo, escrevendo para o Metrópoles, elogiou as atuações de Cauã Reymond, Fernanda Montenegro, Irandhir Santos e Matheus Nachtergaele, destacando a habilidade dos intérpretes em humanizar seus personagens e evitar os clichês. A crítica observou que, desta vez, Cláudio Assis adotou uma abordagem mais acessível ao público, sem abrir mão de suas críticas sociais. Segundo Gontijo, a maior força de Piedade está no desempenho do elenco, que elevou a narrativa ao conferir autenticidade a um roteiro que, embora excessivamente explicativo, ganha profundidade por meio das interpretações.

## Prêmios e indicações
| Lista de prêmios                    | Lista de prêmios                                         | Lista de prêmios                               | Lista de prêmios |
| Associação(ões)                     | Categoria                                                | Recipiente(s)                                  | Resultado        |
| ----------------------------------- | -------------------------------------------------------- | ---------------------------------------------- | ---------------- |
| CCXP Awards                         | Melhor Ator de Filme Nacional                            | Cauã Reymond                                   | Indicado         |
| CCXP Awards                         | Melhor Ator de Filme Nacional                            | Irandhir Santos                                | Indicado         |
| CCXP Awards                         | Melhor Ator de Filme Nacional                            | Matheus Nachtergaele                           | Indicado         |
| CCXP Awards                         | Melhor Atriz de Filme Nacional                           | Fernanda Montenegro                            | Indicado         |
| Festival de Cinema de Brasília      | Melhor Filme de Longa-metragem (Prêmio Especial do Júri) | Piedade                                        | Venceu           |
| Festival de Cinema de Brasília      | Melhor Ator Coadjuvante                                  | Cauã Reymond                                   | Venceu           |
| Festival de Cinema de Brasília      | Melhor Direção de Arte                                   | Carla Sarmento                                 | Venceu           |
| Festival Sesc Melhores Filmes       | Melhor Filme Nacional                                    | Piedade                                        | Indicado         |
| Festival Sesc Melhores Filmes       | Melhor Atriz Nacional (voto do público)                  | Fernanda Montenegro                            | Venceu           |
| Festival Sesc Melhores Filmes       | Melhor Atriz Nacional (voto do júri)                     | Fernanda Montenegro                            | Indicada         |
| Festival Sesc Melhores Filmes       | Melhor Ator Nacional (voto do júri)                      | Cauã Reymond                                   | Indicado         |
| Festival Sesc Melhores Filmes       | Melhor Ator Nacional (voto do júri)                      | Irandhir Santos                                | Indicado         |
| Festival Sesc Melhores Filmes       | Melhor Ator Nacional (voto do júri)                      | Matheus Nachtergaele                           | Indicado         |
| Grande Prêmio do Cinema Brasileiro  | Melhor Ator Coadjuvante                                  | Irandhir Santos                                | Indicado         |
| Grande Prêmio do Cinema Brasileiro  | Melhor Roteiro Original                                  | Hilton Lacerda, Anna Francisco e Dillner Gomes | Indicado         |
| Grande Prêmio do Cinema Brasileiro  | Melhor Montagem                                          | Karen Harley                                   | Indicada         |
| Los Angeles Brazilian Film Festival | Melhor Filme de Longa-Metragem                           | Piedade                                        | Indicado         |
| Los Angeles Brazilian Film Festival | Melhor Ator                                              | Matheus Nachtergaele                           | Venceu           |
| Los Angeles Brazilian Film Festival | Melhor Atriz                                             | Fernanda Montenegro                            | Venceu           |
| Los Angeles Brazilian Film Festival | Melhor Ator Coadjuvante                                  | Cauã Reymond                                   | Venceu           |
| Los Angeles Brazilian Film Festival | Melhor Atriz Coadjuvante                                 | Mariana Ruggiero                               | Venceu           |
| Los Angeles Brazilian Film Festival | Melhor Trilha Sonora                                     | Jorge Du Peixe                                 | Venceu           |
| Miami Brazilian Film Festival       | Melhor Filme de Longa-Metragem                           | Piedade                                        | Indicado         |
| Miami Brazilian Film Festival       | Melhor Atuação (Prêmio Especial do Júri)                 | Fernanda Montenegro                            | Venceu           |
| Prêmio Guarani de Cinema Brasileiro | Melhor Ator                                              | Irandhir Santos                                | Indicado         |
| Prêmio Guarani de Cinema Brasileiro | Melhor Ator Coadjuvante                                  | Cauã Reymond                                   | Indicado         |
| Prêmio Guarani de Cinema Brasileiro | Melhor Atriz Coadjuvante                                 | Fernanda Montenegro                            | Indicada         |